# 圣母堂 (法兰克福)
圣母堂（Liebfrauenkirche）是德国法兰克福市中心的一座天主教教堂，哥特式风格，在14-16世纪分几个阶段建成。今天是一座修道院教堂。

## 历史

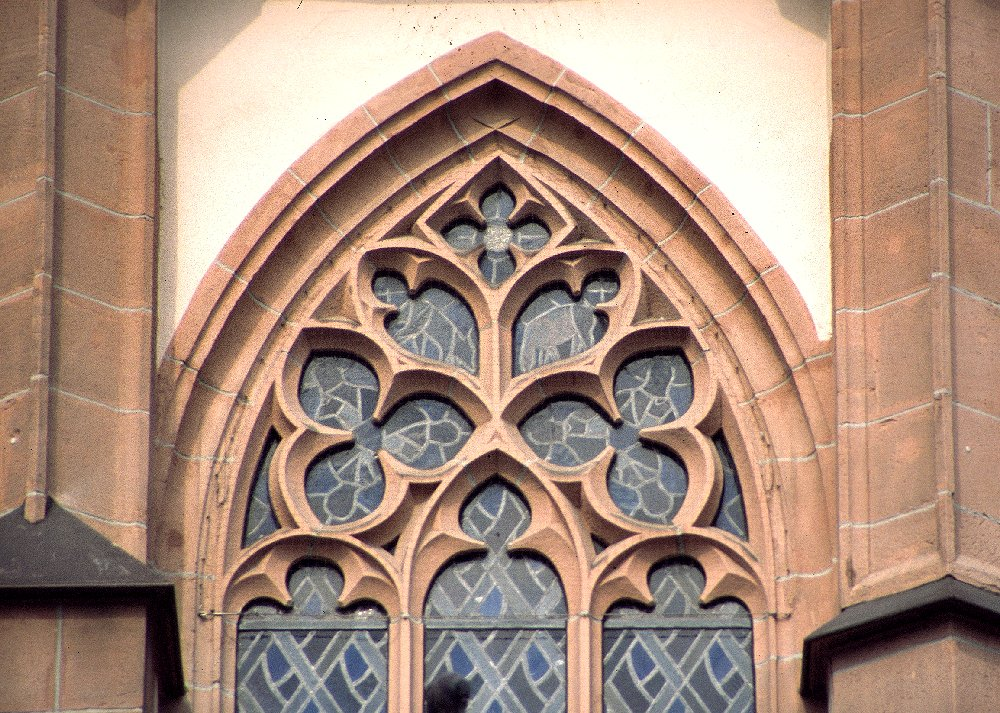
Window

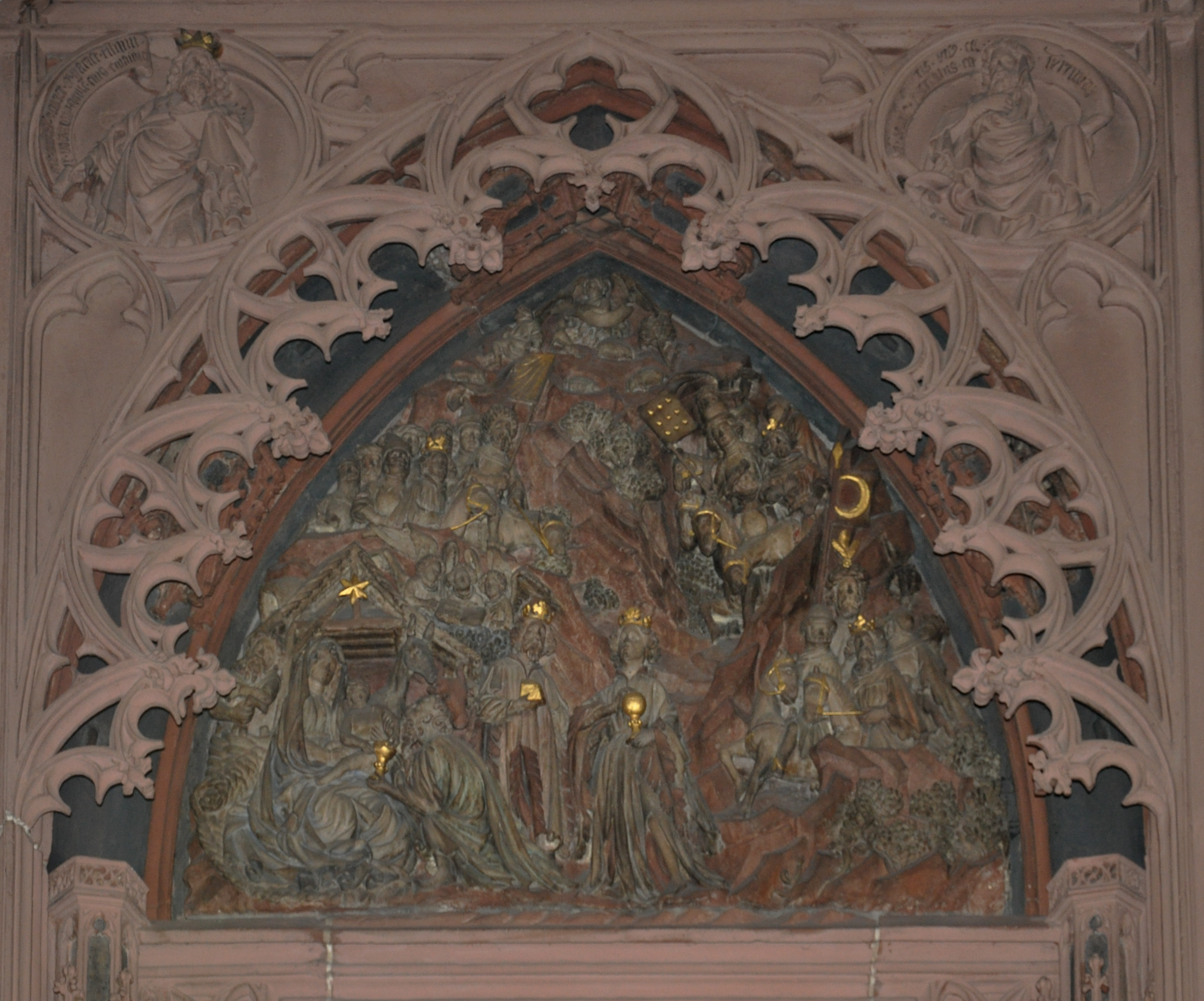

该堂最初是一个家族小堂，1325年成为法兰克福第三座协同教堂（仅次于法兰克福大教堂和圣良纳堂），供奉圣母玛利亚。1344年，协同扩建为哥特式教堂，有三个中殿。1453年，市议会批准将毗邻的防卫塔改为钟楼。1533年，法兰克福宗教改革以后，该堂仍属于天主教美因茨教区。
1803年，该堂世俗化。1923年，嘉布遣会负责该堂。1944年，该堂被完全炸毁。1950年修复，但被简化。2014年，该堂不再拥有本堂区，完全是一个修道院教堂。

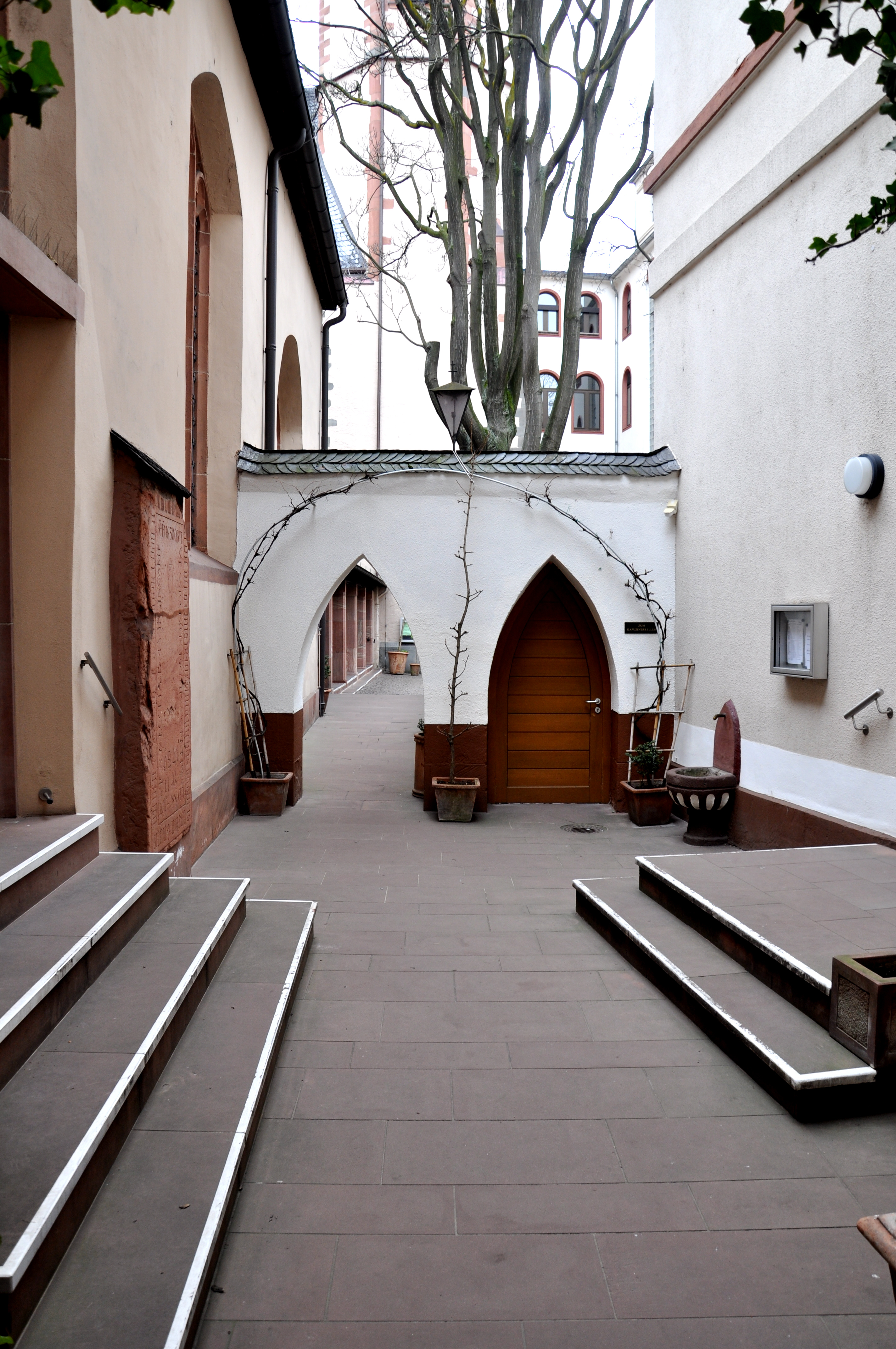
Interior court

开放時間為每天早上6時至晚上10时。每天举行三场弥撒。